# アクティブ級偵察巡洋艦
アクティブ級偵察巡洋艦（英語: Active-class cruiser）はイギリス海軍の巡洋艦。イギリス最後の偵察巡洋艦。速力が25ノットと向上しておらず、戦力としての価値は低かった。1911年と1913年に3隻が竣工。「アンフィオン」は第一次世界大戦中の1914年8月6日北海、テムズ川河口で触雷、沈没した。

## 同型艦
- アクティブ（英語版）
- アンフィオン
- フィアレス（英語版）